# Clovia lineolata
Clovia lineolata är en insektsart som beskrevs av Victor Lallemand 1922. Clovia lineolata ingår i släktet Clovia och familjen spottstritar. Inga underarter finns listade i Catalogue of Life.